# Калугерене
 Вижте също: Калугерово.
Калугерене е село в Североизточна България. То се намира в община Главиница, област Силистра.

## География
Калугерене се намира на 47 км от Силистра и на 1 км от Главиница. Населението на Калугерене е 611 души (01.02.2011 г.НСИ).

## Редовни събития
Празник на село Калугерене – първа събота от месец юни